# بخش راس (شهرستان جفرسون، اوهایو)
بخش راس (به انگلیسی: Ross Township) یک منطقهٔ مسکونی در ایالات متحده آمریکا است که در شهرستان جفرسون، اوهایو واقع شده‌است.
 بخش راس ۸۰٫۱ کیلومتر مربع مساحت و ۷۲۱ نفر جمعیت دارد و ۳۱۸ متر بالاتر از سطح دریا واقع شده‌است.